# میشائل تارنات
میشائل تارنات (به آلمانی: Michael Tarnat) بازیکن فوتبال و هافبک اهل آلمان است که از سال ۱۹۹۶ میلادی عضو تیم ملی فوتبال آلمان بوده‌است. وی در ۱۹ بازی ملی حضور داشته است و آخرین بازی ملی خود را در سال ۱۹۹۸ میلادی انجام داد.